# Номер правителя
Но́мер правлі́ння, або тро́нний но́мер (англ. regnal number, ісп. número regnal) — у європейській історичній традиції порядковий номер, що використовується для розрізнення правителів-тезків з однаковим титулом. Слідує після тронного імені правителя. Надається, зазвичай, світським монархам: імператорам, королям, герцогам, князям; рідше — маркізам, графам, баронам. Також використовується з іменами духовенства:  пап, патріархів, князів Церкви, митрополитів, єпископів, абатів тощо. Рахунок номерів ведеться від часу заснування держави, династії, роду, єпископства.